# Zakhele Lepasa
Zakhele Lerato Lepasa (ur. 3 stycznia 1997 w Soweto) – południowoafrykański piłkarz grający na pozycji napastnika w klubie Orlando Pirates oraz reprezentacji Południowej Afryki. Brązowy medalista Pucharu Narodów Afryki 2023.

## Kariera
Lepasa jest wychowankiem Orlando Pirates. Z klubu był trzykrotnie wypożyczany do innych południowoafrykańskich klubów: Stellenbosch FC, TS Galaxy FC oraz Supersport United.
W reprezentacji Południowej Afryki zadebiutował 2 czerwca 2019 przeciwko Botswanie. Pierwszą bramkę w kadrze zdobył 20 listopada 2022 w meczu z Angolą. Został powołany na Puchar Narodów Afryki 2023, gdzie zdobył z drużyną brązowy medal.